# Didímio

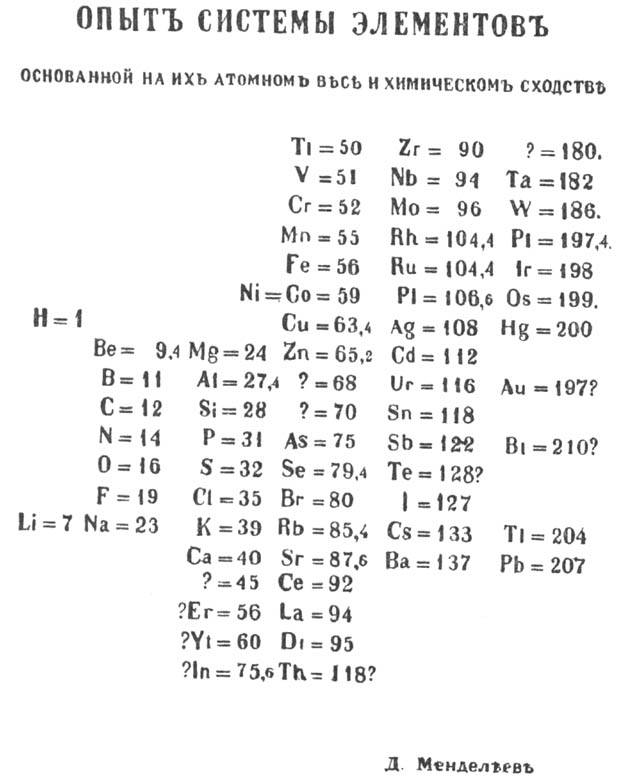
Didymium in the first edition periodic table of Mendeleev

O didímio é uma mistura de dois elementos: praseodímio e neodímio. É usado em óculos de proteção na fundição do vidro, filtrando a luz emitida pelo sódio durante a fabricação deste material, sem ter muito efeito na visão geral, ao contrário dos vidros escuros dos óculos de proteção dos soldadores. Quando usado como filtro fotográfico tende  a acentuar as cores avermelhadas. Também é usado em materiais de calibração.
O didímio ( do grego elemento "gêmeo" )  foi descoberto por Carl Mosander em 1841 , assim nomeado porque era muito similar ao lantânio junto ao qual foi encontrado. Mosander acreditou  que era um único elemento químico, entretanto, em 1885, Carl Auer von Welsbach descobriu que o didímio era, na realidade, uma mistura de dois elementos químicos: praseodímio e neodímio. Mosander concluiu, então, que o "ceria" ( chamado também de cerita ) isolado por Jöns Jacob Berzelius em 1803 era, na realidade, uma mistura de cério, lantânio e didímio. Errou ao acreditar que o didímio era um único elemento químico.
O didímo também é usado em materiais de calibração para espectroscopia.